# The Old Reader
Agregador de canals de notícies en línia nascut l'any 2013 per substituir Google Reader. Tot i el nombre d'usuaris reduït que tenia en un primer moment, ha evolucionat amb aplicacions per a Android, iOS i altres sistemes, a més de connector per Google Chrome. Disposa d'interfície en català.